# Lepanthes jubata
Lepanthes jubata är en orkidéart som beskrevs av Carlyle August Luer. Lepanthes jubata ingår i släktet Lepanthes och familjen orkidéer. Inga underarter finns listade i Catalogue of Life.